# Бернер, Яков Николаевич
Я́ков Никола́евич Бе́рнер (1837—1914) — киевский купец, домовладелец и общественный деятель, гласный городской думы.

## Биография
Потомственный почётный гражданин. Сын киевского купца 2-й гильдии Николая Бернера, крещёного еврея. Землевладелец Таращанского уезда (более 1800 десятин при местечке Тетиеве).
Получив среднее образование во 2-й Киевской гимназии, занялся коммерческой деятельностью. Владел несколькими кирпичными заводами: на Большой Васильковской и на Кирилловской улицах, на Корчеватом, а также в своем тетиевском имении. Кроме того, имел сахарный завод в селе Бочечки Путивльского уезда Курской губернии, купленный у Константина Семёновича Терещенко.
В Киеве владел несколькими особняками и доходными домами, среди которых: усадьба на углу Фундуклеевской и Владимирской улиц, особняк по Бибиковскому бульвару, 1 (архитектор Владимир Николаев), в котором и жил сам Бернер, пятиэтажный дом в стиле киевского ренессанса по Фундуклеевской, 26 (архитектор Андрей Краусс), в котором располагалась гостиница «Эрмитаж», а также усадьба на углу Крещатика и Фундуклеевской улицы, на месте которой в советское время был построен ЦУМ.
Был старшиной и кандидатом в председатели Киевского Русского купеческого собрания, членом попечительного совета Киевского 1-го коммерческого училища и членом комитета Общества распространения коммерческого образования в г. Киеве.
В 1883—1906 годах избирался гласным Киевской городской думы, участвовал в различных её комиссиях. Входил в состав комитета по учреждению Киевского политехнического института императора Александра II. По некоторым данным, именно Бернер первым указал на Шулявку как на возможное место для строительства института. Кроме того, многие годы занимался общественной деятельностью: был председателем Совета старшин собрания домовладельцев г. Киева, членом Комитета торговли и мануфактур, участковым попечителем по г. Киеву, членом особого постоянного совета по заведованию и управлению благотворительными учреждениями Дегтярёвых, председателем сиротского суда.
Состоял членом Киевского Свято-Владимирского братства ревнителей православия, а также действительным членом Киевского клуба русских националистов с момента его основания в 1908 году.
Был известным благотворителем. Руководил сбором средств на строительство Покровской церкви на Соломенке, жертвовал на строительство Александро-Невской церкви на Печерске, Троицкой, Владимиро-Лыбедской и других киевских церквей. Завещал городу 100 тысяч рублей для постройки «особого капитального здания» для хронических больных из беднейших жителей Киева.
Умер в 1914 году от болезни легких. Похоронен на Байковом кладбище. Был вдовцом, имел сына Алексея.